# 埃留塞瑞

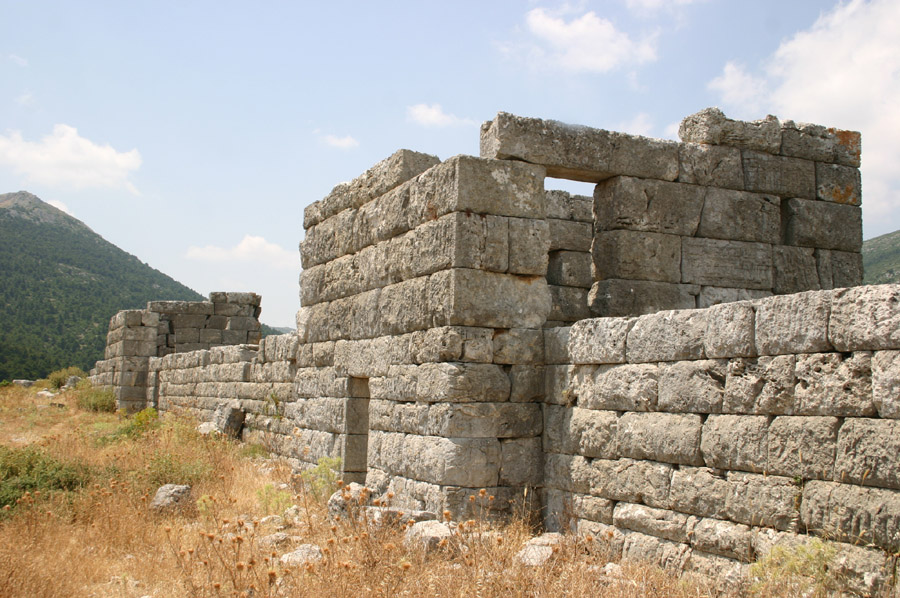

埃留塞瑞是位於希臘阿提卡北部的一座考古遺址。這裡保留有世界保存狀態最好的古希臘城堡遺跡之一的古埃留塞瑞城堡。在古希臘神話中，阿波羅和Aethusa的孩子Eleuther是埃留塞瑞的創建人。

## 外部連結
- Official website （页面存档备份，存于）
- Myron of Eleutherae

38°10′46″N 23°22′34″E / 38.179396°N 23.376001°E